# Asia Boyd
Pour les articles homonymes, voir Boyd.
Asia Boyd est une joueuse américaine de basket-ball, née le 31 décembre 1992 à Détroit (Michigan).

## Carrière universitaire
Pour sa saison freshman aux Jayhawks du Kansas, elle entre en jeu dans 18 rencontres comme remplaçante avec un record à 11 points et 4 rebonds contre Lamar le 25/11/11. En sophomore, toujours, remplaçante, elle participe à 33 rencontres pour 13,2 minutes de temps de jeu et des moyennes de 4,2 points, 2,4 rebonds et 0,8 passe décisive avec une sortie contre Grambling State le 28 novembre où elle cumule 15 points, 10 rebonds et 3 contres. En junior, elle débute dans 16 des 32 rencontres qu'elle dispute pour 11,0 points, 4,8 rebonds et 1,4 passe décisive en 27,5 minutes. Elle participe à 28 matches en senior avant de se blesser au pied face à Oklahoma State le 21 février, ce qui met un terme à sa saison conclue avec des statistiques de 10,3 points  avec une adresse 45.2 % en 24,4 minutes. En carrière, elle cumule 838 points avec les Jayhawks.

## Carrière professionnelle
Non draftée en WNBA à sa sortie de Kansas, elle signe son premier contrat professionnel en Suède pour Luleå. Mais peu utilisée, elle rejoint début 2016 le championnat italien à Battipaglia où elle remplace l'Espagnole Inmaculada Zanoguerra qui termine 10e du championnat pour 12 points et 3,2 rebonds en moyenne par match et atteint la demi-finale des playoffs.

## Clubs

### NCAA
- 2011-2015 :  Jayhawks du Kansas

## Étranger
- 2015-2016 :  Northland Basket Luleå
- 2015-2016 :   PB63 Lady Battipaglia
- 2016-2017 :  Tarbes Gespe Bigorre